# Sedum alpestre
Sedum alpestre là một loài thực vật có hoa trong họ Crassulaceae. Loài này được Vill. miêu tả khoa học đầu tiên năm 1779.